# Ɡ
Cette page contient des caractères spéciaux ou non latins. S’ils s’affichent mal (▯, ?, etc.), consultez la page d’aide Unicode.
Ɡ (minuscule : ɡ), appelé g cursif est une lettre additionnelle de l’alphabet latin dont la minuscule est utilisée dans l'alphabet phonétique international (API). C’est une variante de la lettre g qui peut aussi être utilisée dans l’alphabet phonétique international pour représenter une consonne occlusive vélaire voisée.

## Utilisation

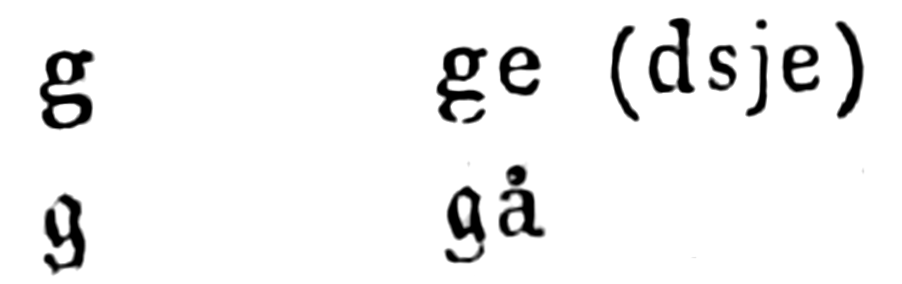
G et Ɡ utilisé dans l’alphabet ga de Rasmus Rask en 1828.

Rasmus Rask utilisé un g de Fraktur ressemblant au g cursif comme lettre distincte du g à boucle dans son alphabet pour l’écriture du ga en 1828.

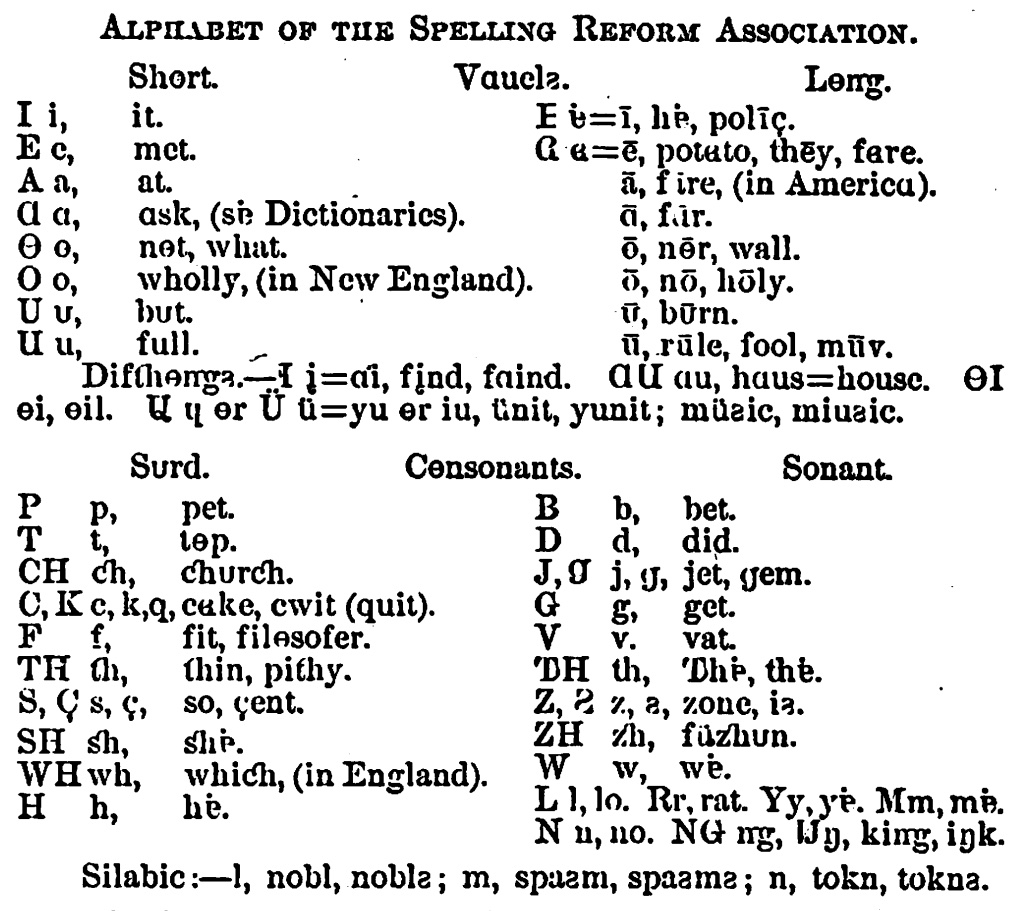
Alphabet de la Spelling Reform Association de 1879.

La Spelling Reform Association a utilisé le g cursif pour noter la consonne affriquée palato-alvéolaire voisée [dʒ] par opposition au g à boucle notant la consonne occlusive vélaire voisée [ɡ] dans sa proposition d’alphabet anglais dans les années 1870. Sa forme majuscule y est basée sur la forme minuscule.
Joseph Wright utilise le g cursif ‹  › et le g à boucle ‹  › de manière distinctive pour représenter deux consonnes différentes de l’indo-germanique, respectivement une consonne occlusive vélaire voisée et une consonne occlusive palatale voisée, notamment dans une description du gotique publiée en 1892, dans la deuxième édition d’une description du vieux haut allemand publiée en 1906, ou encore dans une grammaire du vieil anglais publiée en 1908.

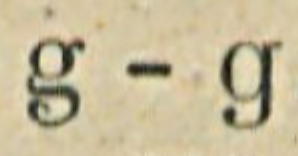
g à boucle et g cursif dans Le Maître phonétique, janvier 1895.
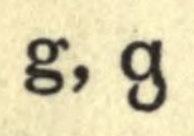
g à boucle et g cursif dans Wright et Wright 1908.

Dans l’alphabet phonétique international ɡ représente une consonne occlusive vélaire voisée. Entre 1895 et 1900, les g cursif ‹  › et g à boucle ‹  › ont représenté des consonnes différentes. Le g à boucle a brièvement représenté une consonne fricative vélaire voisée, de 1895 à 1900, avant d’être remplacé par le symbole g barré ‹ ǥ ›,, lui-même ensuite remplacé par le gamma latin ‹ ɣ › en 1931.
Depuis 1993, l’alphabet phonétique international autorise les deux formes du g, le g cursif et le g à boucle, pour représenter une consonne occlusive vélaire voisée.
La majuscule du symbole API a été utilisée dans une édition de 2011 d’Alice au pays des merveilles publié en anglais mais transcrit en API modifié avec des majuscules.

## Représentations informatiques
Le g cursif peut être représenté avec les caractères Unicode (Alphabet phonétique international) suivants :
| formes    | représentations | chaînes de caractères | points de code | descriptions                           |
| --------- | --------------- | --------------------- | -------------- | -------------------------------------- |
| majuscule | Ɡ               | Ɡ                     | U+A7AC         | lettre majuscule latine g script       |
| minuscule | ɡ               | ɡ                     | U+0261         | lettre minuscule latine g cursif       |
| exposant  | ᶢ               | ᶢ                     | U+1DA2         | lettre modificative minuscule g cursif |